# Excidobates captivus
Excidobates captivus är en groddjursart som först beskrevs av Myers 1982.  Excidobates captivus ingår i släktet Excidobates och familjen pilgiftsgrodor. IUCN kategoriserar arten globalt som livskraftig. Inga underarter finns listade i Catalogue of Life.